# Bieżyń (przystanek kolejowy)
Bieżyń – nieczynny kolejowy przystanek osobowy na linii nr 366 w Bieżyniu, w województwie wielkopolskim, w Polsce. Zachował się tylko peron. Przystanek znajduje się na trasie Krzywińskiej Kolei Drezynowej.